# Охридско-дебарское восстание

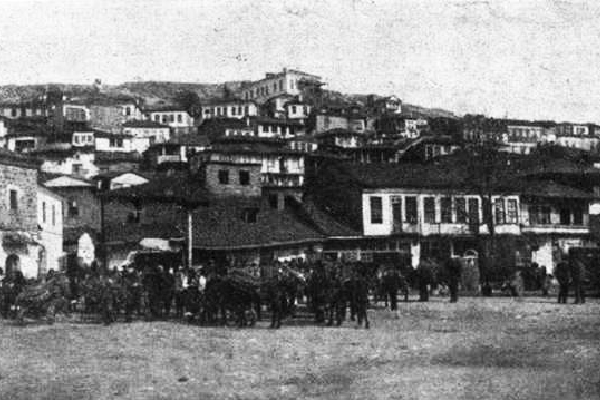
Охрид в тени предстоящего восстания.

Охрид-Дебарское восстание (также известное как Охридское восстание) — восстание против оккупационной власти Королевства Сербия , вспыхнувшее в сентябре 1913 года, после окончания Второй Балканской войны, в Македонии, в городах Дебар, Струга и Охрид. Ее организовали структуры ВМОРО Тодора Александрова и местные албанские повстанцы, ее возглавили Петр Чаулев, Милан Матов, Павел Христов и Антон Шибаков. После десяти дней боев с регулярной сербской армией восстание было подавлено.

## Мирные инициативы ВМРО против Бухарестского соглашения
На следующий день после подписания Бухарестского мирного договора, 11 августа 1913 года, ЦК ВМРО созвал совещание, на котором было решено просить крупные державы пересмотреть соглашение, в противном случае они пригрозили, что Организация продолжит вооружённую борьбу за изменение политического статуса Македонии.
Делегация в составе профессоров Любомира Милетича, Ивана Георгова и Александра Балабанова была уполномочена посетить правительства великих европейских держав и представить свои требования от имени ЦК ВМРО. С первых же встреч делегация столкнулась с нежеланием правительств пересматривать Бухарестское соглашение.

## Подготовка
После неудавшейся миссии делегации ЦК ВМРО разослал всем революционным деятелям, князьям и членам организации директиву № 2 от 21 августа 1913 года. В директиве предписывалось начать реконструкцию организационной и курьерской сети, восстановление контактов между отдельными окружными, районными и областными комитетами в Вардаре и Эгейской Македонии. Герцоги получили приказ о систематической подготовке македонского населения к новой борьбе. ЦК ВМРО решил заняться подготовкой восстания в Битоле, Охриде и Дебаре. В то же время Александр Протогеров провел переговоры с Албанским революционным комитетом о совместных действиях против сербского правительства в Македонии. В то время сербские военные и военизированные формирования были сосредоточены в Восточной Македонии, ближе к болгарской границе, что также было благоприятным условием для восстания.
Задачи по подготовке восстания были поручены члену ЦК Петру Чаулеву, иностранному представителю ВМРО Павлу Христову, Милану Матову, Христо Атанасову, Нестору Георгиеву, Антону Шибакову и другим активистам в регионе. Им было поручено установить контакт с албанскими революционерами, на ведение переговоров с ними о будущей совместной деятельности. В результате переговоров, проходивших в Эльбасане, 17 августа 1913 г. было достигнуто соглашение между ВМРО и Албанским революционным комитетом во главе с Сефадином Пустиной о подготовке совместного восстания против сербских властей. Было решено объявить восстание в начале октября 1913 года.

## Начало
"Дебар ликовал. Македонский флаг развевался над каждым окном, а в Охриде вся нация действительно ликовала. Собравшиеся у окон толпы ждали, пока кто-нибудь из временного правительства или герцогов позвонит, крикнет ура!"
- Петр Чаулев, Петр Чаулев - сын ВМРО, доктора Зорана Тодоровского.
Комплексная подготовка восстания не была проведена, поскольку восстание неожиданно началось месяцем ранее и быстро распространилось на Дебар, Струшку и Охрид. Двум сербским полкам удалось отступить, а 420 солдат попали в плен. В городе было создано новое правительство, а во временную администрацию вошли Сефадин Пустина, Христо Атанасов, Иван Бойчев, Нестор Георгиев, Риза-бей, Байрам Стрезимир, Наум Бояджиев и другие, все из Дебара. Повстанцам удалось изгнать сербскую армию и администрацию из Струски и Охрида. Четвертый сербский полк попал в плен вместе со всеми офицерами. Несколько сербских пушек были захвачены в Охриде, куда 12 сентября вошли роты Петра Чаулева и Павле Христова. [b 6][b 7] Жители города приветствовали организаторские роты. Вскоре было созвано собрание и образована временная администрация, в которую вошли: Лев Огненов, Иван Групчев, Павел Христов, Лев Кацков, Петр Филев и другие видные горожане. Подобным же образом революционное правительство было установлено в Струге и окрестных деревнях.
15 сентября 1913 года в Охриде собралось несколько тысяч вооруженных повстанцев. Командующим всеми силами был выбран Петр Чаулев. Было решено, что повстанцы немедленно направятся на Битолу и Кичево. Избирались также герцоги, которые должны были действовать в соответствующих областях. Однако, когда повстанцы готовились действовать, Чаулев получил информацию о том, что по требованию сербских властей греческие солдаты пересекли границу и направились в сторону Подградца на южной оконечности Охридского озера. Чаулев немедленно послал учителя предупредить греческого командира, чтобы тот отступил вместе с солдатами, иначе на них нападут. Греческие солдаты отступили, но повстанцы потеряли драгоценное время.
Начало восстания и изгнание сербских войск из Дебара, Струги и Охрида побудили сербские власти объявить о начале новой войны. 11 сентября был издан царский указ о мобилизации. Помимо регулярной армии, для подавления восстания было мобилизовано около 100 000 солдат.

## Бои
В Битоле была сосредоточена крупная сербская армия, и поэтому Чаулев приказал повстанцам сначала захватить Кичево, а затем двигаться в сторону Битолы. По пути в Кичево роты повстанцев столкнулись с сербской армией. Бой длился два дня — 17 и 18 сентября. Сербские войска были вынуждены четыре раза отступать, а позиции повстанцев защищали роты Антона Шибакова и Нестора Георгиева. Однако из-за численности и лучшего вооружения сербской армии повстанцы были вынуждены отступить в Галичицу. Тем временем повстанцы под командованием Чаулева разгромили сербские войска у села Иванчишта и 17 сентября захватили Кичево. Вся территория к востоку от Црн Дрим и Охридского озера оказалась в руках повстанцев.
Однако после прибытия дополнительных сербских сил и подтягивания артиллерии началось сербское контрнаступление. 18 сентября повстанцы были вынуждены отступить южнее Кичево в сторону Галичицы, на территории между Охридским и Преспским озерами. 18 и 19 сентября в районе Голо Брдо шли тяжелые бои. Греческие солдаты с юга прибыли сюда, чтобы поддержать сербские войска. 19 сентября деревни вокруг Охрида были захвачены и сожжены сербскими войсками. Сербам удалось войти в сам город. 20 сентября все повстанческие роты, Вмровская и Албанская, были вынуждены отойти западнее Голо Брдо. В тот же день лидерам ВМРО сообщили, что албанские войска расформированы, а повстанцы вместе со своими семьями укрылись в Албании. После этой информации Петр Чаулев отдал приказ распустить вмровские повстанческие роты и преобразовать их в небольшие отряды, каждое со своим командиром.

## Подавление
При подавлении восстания сербские силы и войска причинили массовое насилие и причинили материальный ущерб населению восставших районов. На основании специального Постановления о социальном обеспечении на вновь присоединенных территориях был осуществлен ужасный террор. Особенно безжалостно действовали четники Сербской национальной обороны. Из 160 учителей только 10 не попали в тюрьму. В Охридском районе было сожжено около 30 деревень, а между Охридом и Гостиваром было разрушено до 180 деревень.[4] В Охриде были убиты восемь священников, пять учителей и около 150 граждан Болгарии. Также было убито около 500 турок и албанцев.
Другой повстанческий регион, Дебарско, также подвергся разорению. Город был почти полностью разрушен. Дюжина деревень была сожжена и разграблена. При обороне Дебара погибло более 300 четников, а также было убито сто невинных жителей.
В Кичево и районе Кичево сербскими солдатами и ротами были убиты более 100 македонских и албанских пионеров. Кроме того, как сторонники боевиков, были жестоко избиты более 150 человек. В результате избиения 17 из них скончались. В селе Пласница Кичевского района было убито 46 человек и сожжено 5 домов. В селе Гьявато погибли более 40 человек.
2 декабря 1913 года в Софийском университете «Св. Климента Охридского» ЦК ВМРО организовал поминальное собрание в честь жертв восстания.